# Собор Святого Генриха (Хельсинки)
Собор Святого Генриха Уппсальского (фин. Pyhän Henrikin katedraali) — католическая церковь, находящаяся в Хельсинки, Финляндия. Церковь является кафедральным собором епархии Хельсинки. Находится по адресу ул. Pyhän Henrikin aukio, 1.

## История
Церковь святого Генриха была построена в 1860 году по проекту немецкого архитектора Эрнста Лормана. Храм был освящён в честь святого Генриха Уппсальского. Церковь предназначалась для польских военнослужащих, служивших в российской армии.
В 1955 году церковь стала кафедральным собором епархии Хельсинки.
В 1989 году собор святого Генриха посетил Римский папа Иоанн Павел II, который в то время посещал скандинавские страны с пастырским визитом.